# Karamian
Karamian is een bestuurslaag in het regentschap Sumenep van de provincie Oost-Java, Indonesië. Karamian telt 3555 inwoners (volkstelling 2010).